# Hinrich Buß
Hinrich Buß (*  7. April 1937 in Selverde; †  28. Juli 2007 in Wollbrandshausen) war ein deutscher lutherischer Theologe und Geistlicher. Von 1993 bis 2002 war Hinrich Buß Landessuperintendent für den Sprengel Göttingen der Evangelisch-lutherischen Landeskirche Hannovers.

## Leben
Hinrich Buß engagierte sich als Schüler beim Aufbau des CVJM in seiner Heimat und im Sprengel Ostfriesland. 1957 macht Buß sein Abitur am Ubbo-Emmius-Gymnasium Leer. Nach dem Studium der Evangelischen Theologie in Göttingen wurde er am 15. Oktober 1967 in Dransfeld ordiniert und dort als Pastor eingeführt. Danach war er als Dozent am Religionspädagogischen Institut Loccum tätig. 1975 wurde Hinrich Buß Studiendirektor des Predigerseminars Hildesheim.
1983 wurde er Superintendent des Kirchenkreises Wolfsburg und 1993 zum Landessuperintendenten für den Sprengel Göttingen berufen. Nach seiner Pensionierung übernahm Hinrich Buß 2003 die Vakanzvertretung in der deutschen evangelischen Gemeinde Manhattan.
Hinrich Buß hatte einen Lehrauftrag für Homiletik (Predigtlehre) an der Universität Göttingen. Hinrich Buß war 1957 Jugenddelegierter der Konferenz des Lutherischen Weltbundes in den USA.

## Weitere Ämter/Mitgliedschaften
- 1977–1993: Mitglied der Landessynode der Ev.-luth. Landeskirche Hannovers
- 1983–1993: Mitglied im Landessynodalausschuss (1990–1993 Vorsitzender)
- 1997–2003: Mitglied der Synode der Evangelischen Kirche in Deutschland